# Markhamia lutea
Markhamia lutea är en katalpaväxtart som först beskrevs av George Bentham, och fick sitt nu gällande namn av Karl Moritz Schumann. Markhamia lutea ingår i släktet Markhamia och familjen katalpaväxter. Inga underarter finns listade i Catalogue of Life.

## Bildgalleri

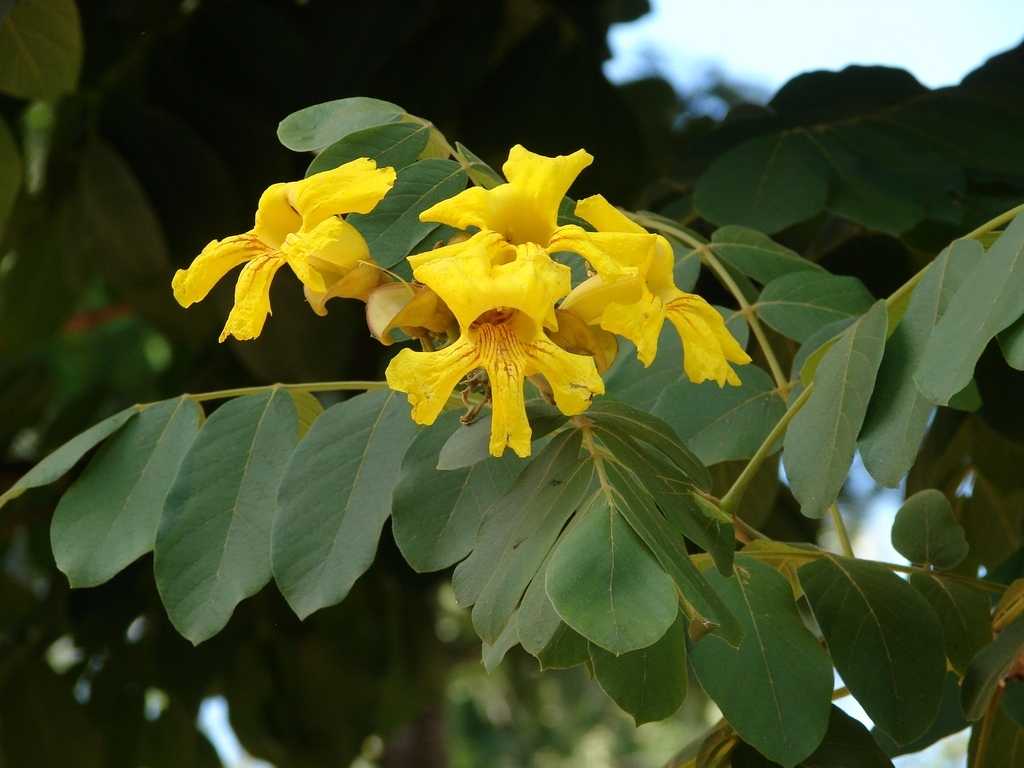
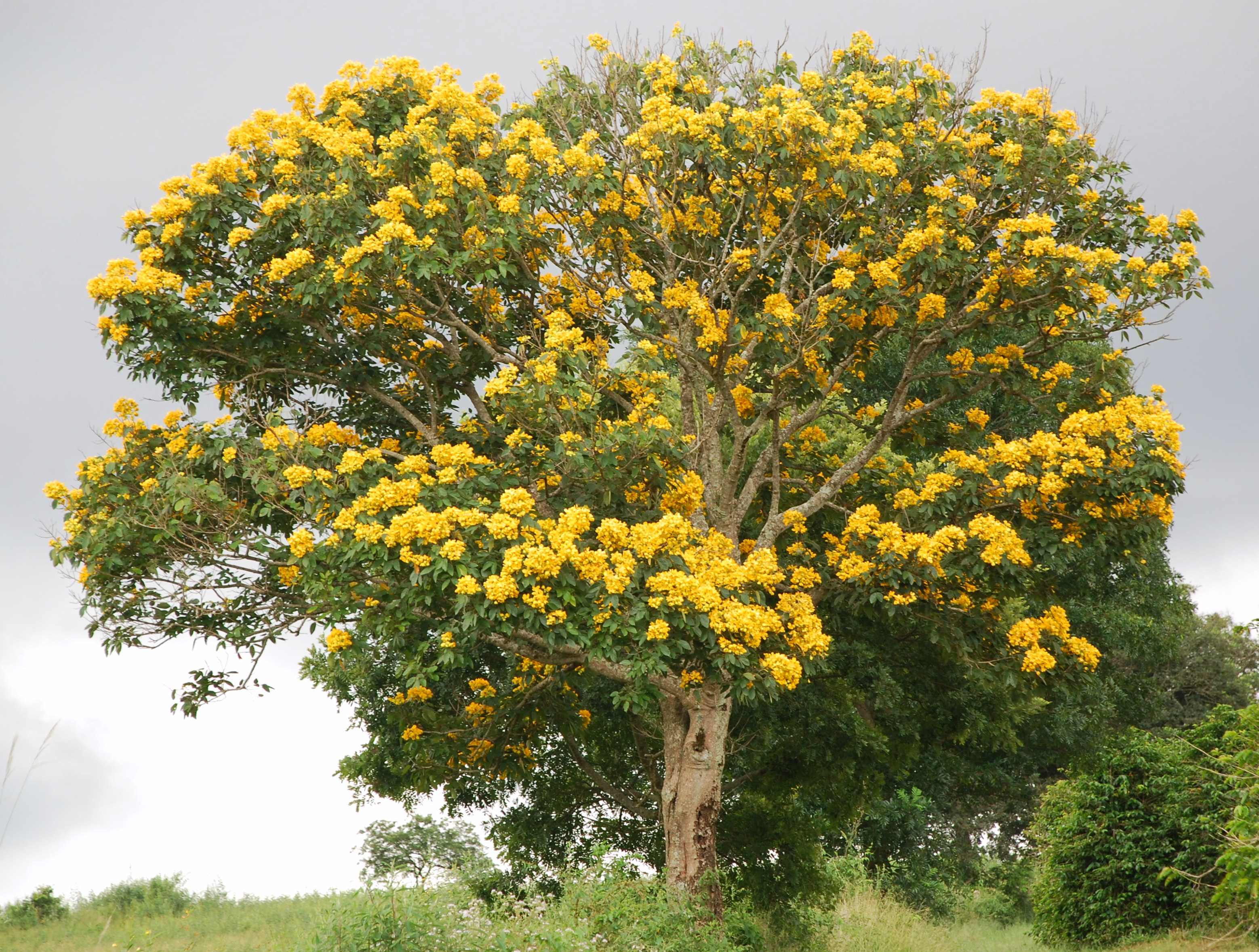
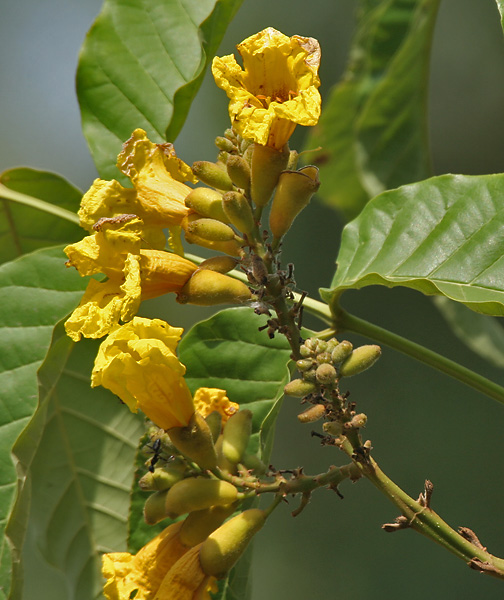
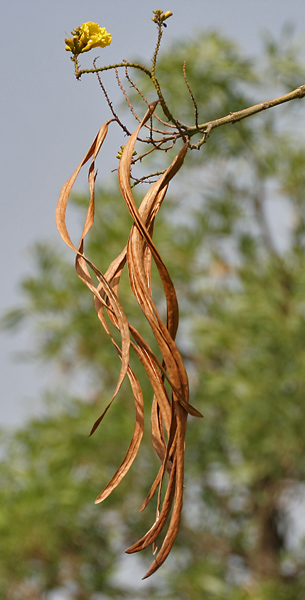
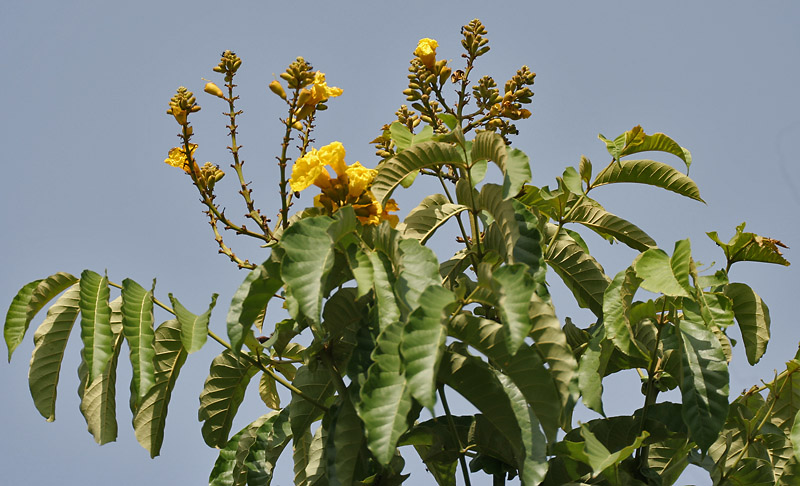
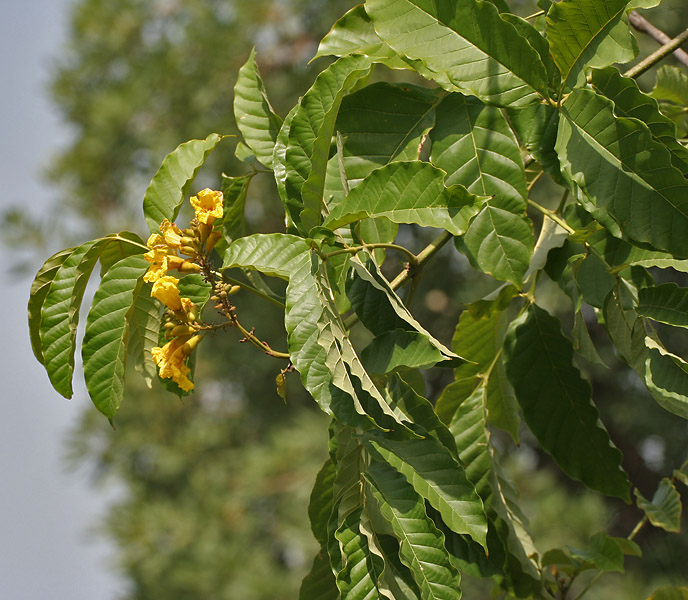